# ФК «Динамо» Москва в сезоне 1936
Сезон 1936 года — 14-й в истории футбольного клуба «Динамо» Москва.
В нем команда приняла участие в весеннем и осеннем чемпионатах СССР.

## Общая характеристика выступления команды в сезоне
Перед началом сезона в команде «Динамо» Москва произошли существенные кадровые изменения: на место двух многолетних харизматических лидеров клуба, ветеранов Фёдора Селина и Сергея Иванова, ушедших «доигрывать», соответственно, в «Серп и Молот» и «Сталинец» , пришли в дальнейшем не менее значимые в динамовской истории Евгений Елисеев (из ленинградского «Балтвода») и Михаил Семичастный (из ЦДКА). Это были уже сложившиеся игроки: Елисеев, проявивший себя широким универсалом, мог играть центрхава и, при необходимости, в атаке слева; Семичастный прочно занял правый край нападения. Они обладали способностью масштабно маневрировать и обеспечили команде мобильность при переходе из обороны в атаку и наоборот, являясь в этом плане более современными футболистами по сравнению со своими предшественниками. Это, вкупе с созидательными способностями оттянутого инсайда Михаила Якушина, позволило наладить передовую по тем временам для советского футбола организацию игры команды (прежде всего, в атаке), связанную с эшелонированием атакующих порядков с целью завоевания господства в центре поля. Игра в обороне не была столь же хорошо организована — оборона, несмотря на присутствие достаточно квалифицированных исполнителей, в целом выглядела слабее нападения (но совсем очевидно это станет лишь после матчей с басками в следующем году); в целом игра команды не была в полной мере сбалансирована.
Сравнительно небольшое число команд в развернутом в этом сезоне впервые клубном чемпионате позволяло сконцентрировать в них лучшие футбольные силы, и динамовцы, несмотря на сильный подбор игроков и хорошо поставленную игру, не могли рассчитывать на постоянный безогорочный успех.
В весеннем чемпионате страны (первом в истории) динамовцы выступили очень удачно, сумев одержать победы во всех матчах и установив «вечный» рекорд отечественных футбольных чемпионатов. Значимость и уникальность этого достижения по-настоящему стали понятны в осеннем первенстве, в котором развернулась упорнейшая борьба: на чемпионство претендовали сразу четыре клуба, которые на финише разделили всего два очка; в этой борьбе команда «Динамо» Москва сумела завершить сезон на втором месте.
От участия в кубке страны команда отказалась ввиду занятости в ряде выставочных матчей, которым из соображений престижа в те времена придавалось порой бо́льшее зачение, чем официальным турнирам.

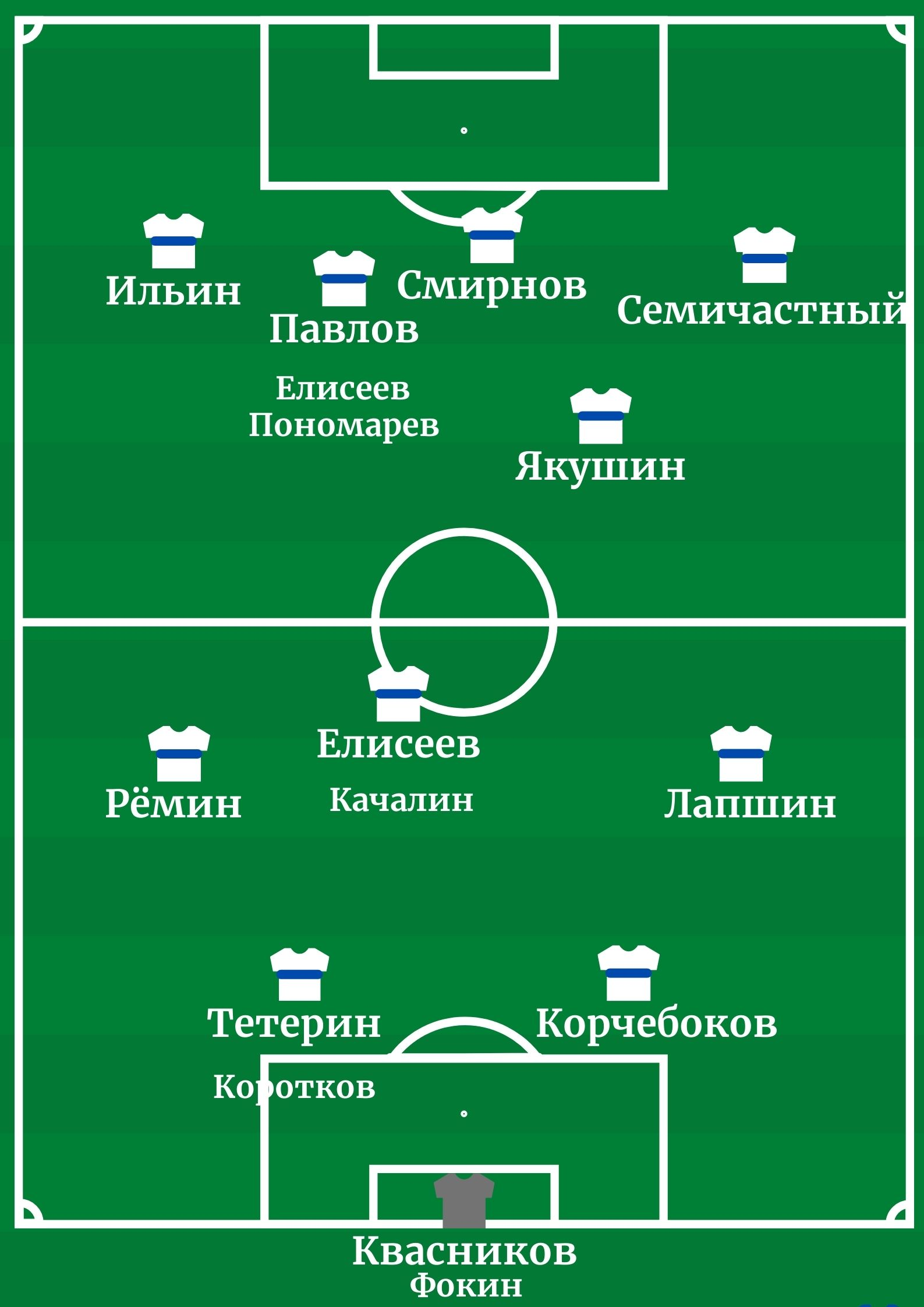

## Команда

### Состав
| Игрок               | Дата рождения    | Сезон в «Динамо» | Бывший клуб            |
| Вратари             | Вратари          | Вратари          | Вратари                |
| ------------------- | ---------------- | ---------------- | ---------------------- |
| Александр Квасников | 6 декабря 1912   | 7                | «Динамо» (клубная)     |
| Евгений Фокин       | 25 октября 1909  | 7                | КЖД им.Ильича Подольск |
| Николай Соколов     | [[ ]] 1913       | 1                | «Динамо» (клубная)     |
| Защитники           |                  |                  |                        |
| Виктор Тетерин      | 27 января 1906   | 7                | РКимА                  |
| Лев Корчебоков      | 11 марта 1907    | 7                | «Динамо» (клубная)     |
| Павел Коротков      | 24 июля 1907     | 7                | «Динамо» (клубная)     |
| Полузащитники       |                  |                  |                        |
| Алексей Лапшин      | 24 февраля 1909  | 6                | РКимА                  |
| Евгений Елисеев     | 7 января 1909    | 1                | «Балтвод» Ленинград    |
| Александр Рёмин     | 28 сентября 1910 | 5                | «Трёхгорка»            |
| Виктор Дубинин      | 30 сентября 1901 | 4                | ЗиС                    |
| Гавриил Качалин     | 17 января 1911   | 1                | «Динамо» Гомель        |
| Аркадий Чернышев    | 16 марта 1914    | 1                | «Серп и Молот»         |
| Нападающие          |                  |                  |                        |
| Михаил Семичастный  | 5 декабря 1910   | 1                | ЦДКА                   |
| Михаил Якушин       | 15 ноября 1910   | 4                | СКиГ                   |
| Василий Смирнов     | 13 января 1909   | 6                | «Трёхгорка»            |
| Василий Павлов      | 23 января 1907   | 10               | «Динамо» (клубная)     |
| Сергей Ильин        | 2 июля 1906      | 6                | ЦДКА                   |
| Алексей Пономарёв   | 15 февраля 1913  | 2                | «Динамо» (клубная)     |

### Изменения в составе
| Поз | Игрок              | Прежний клуб        |
| --- | ------------------ | ------------------- |
| В   | Николай Соколов    | «Динамо» (клубная)  |
| П   | Евгений Елисеев    | «Балтвод» Ленинград |
| П   | Гавриил Качалин    | «Динамо» Гомель     |
| П   | Аркадий Чернышев   | «Серп и Молот»      |
| Н   | Михаил Семичастный | ЦДКА                |

| Поз | Игрок             | Новый клуб         |
| --- | ----------------- | ------------------ |
| П   | Фёдор Селин       | «Серп и Молот»     |
| Н   | Сергей Иванов     | «Сталинец» Москва  |
| Н   | Павел Савостьянов | «Динамо» (клубная) |
| Н   | Евгений Щербов    | «Динамо» (клубная) |

## Официальные матчи

### Чемпионат СССР 1936 (весна)
Число участников — 7. Чемпион — «Динамо» Москва.
Чемпионат разыгрывался по «круговой системе».
| 24 мая Ч 1 (1) | «Динамо» Москва                                             | 5:1     | «Динамо» Киев | Киев                                                         |
| | - Павлов 9′ 14′ - Смирнов 25′ - Семичастный 72′ - Ильин 77′ | (отчёт) | - 80′ Махиня  | Стадион: «Динамо» Зрителей: 30 000 Судья: А.Щелчков (Москва) |
| «Динамо» Москва: Квасников - Тетерин, Корчебоков - Лапшин, Елисеев, Рёмин - Семичастный, Якушин, Смирнов, Павлов, Ильин «Динамо» Киев: Идзковский (72' Трусевич) - Волин, К.Фомин - Тютчев, Лифшиц (68' И.Кузьменко), Гребер - Шиловский, Комаров, Щегодский, Паровышников, Махиня |                                                             |         |               |                                                              |

| 31 мая Ч 2 (2) | «Динамо» Москва               | 2:0     | «Динамо» Ленинград | Москва                                                          |
| | - Ильин 17′ - Семичастный 80′ | (отчёт) |                    | Стадион: «Динамо» Зрителей: 40 000 Судья: Л.Иоселевич (Харьков) |
| «Динамо» Москва: Квасников - Тетерин (72' Коротков), Корчебоков - Лапшин, Елисеев, Рёмин - Семичастный, Якушин, Смирнов, Павлов, Ильин «Динамо» Ленинград: Кузьминский - Юденич, Киселев - Кузьмин (20' Ошенков), Смольников, Вал. Федоров - Светлов, П.Дементьев , Вик. Федоров, Ал.И.Федоров, Барышев |                               |         |                    |                                                                 |

| 5 июн Ч 3 (3) | «Динамо» Москва                                 | 3:1     | «Локомотив» Москва | Москва                                                          |
| | - Смирнов 17′ (пен.) 18′ - И.Андреев 40′ (авт.) | (отчёт) | - 30′ Теренков     | Стадион: «Динамо» Зрителей: 40 000 Судья: В.Быстров (Ленинград) |
| «Динамо» Москва: Квасников - Коротков, Корчебоков - Лапшин, Елисеев, Рёмин - Семичастный, Якушин, Смирнов, Павлов, Ильин «Локомотив» Москва: Гранаткин - И. Андреев, Гвоздков - Стрелков, Жуков, Столяров - Сердюков, А.Соколов, Михеев, Лавров, Теренков |                                                 |         |                    |                                                                 |

| 16 июн Ч 4 (4) | «Динамо» Москва                                                       | 5:1     | «Красная заря»     | Москва                                                          |
| | - Ильин 30′ - Семичастный 36′ - Якушин 50′ - Смирнов 60′ - Павлов 84′ | (отчёт) | - 65′ Пав.Артемьев | Стадион: «Динамо» Зрителей: 20 000 Судья: В.Стрепихеев (Москва) |
| «Динамо» Москва: Фокин - Тетерин, Корчебоков - Лапшин, Елисеев, Рёмин - Семичастный, Якушин, Смирнов, Павлов, Ильин Красная заря: Лихвинцев - В.Топталов , Н.Топталов - Орешкин, В.Лемешев, Уннам - П.Григорьев, И.Смирнов, Пав.Артемьев, Ярцев, Аксенов |                                                                       |         |                    |                                                                 |

| 11 июл Ч 5 (5) | «Динамо» Москва | 1:0     | «Спартак» Москва | Москва                                                          |
| | - Павлов 86′    | (отчёт) |                  | Стадион: «Динамо» Зрителей: 60 000 Судья: Л.Иоселевич (Харьков) |
| «Динамо» Москва: Квасников - Тетерин, Корчебоков - Лапшин, Елисеев, Рёмин - Семичастный, Якушин (15' Коротков), Смирнов, Павлов, Ильин «Спартак» Москва: Рыжов - В.Соколов, Г.Путилин ( 17' С.Артемьев) - Леута, Ан. Старостин ( 80' Глазов), Михайлов - Глазков, П.Старостин, Степанов, Никифоров, Румянцев |                 |         |                  |                                                                 |

| 17 июл Ч 6 (6) | «Динамо» Москва                                                  | 6:2     | ЦДКА                          | Москва                                                          |
| | - Смирнов 47′ - Ильин 53′ - Павлов 66′ - Семичастный 78′ 89′ 90′ | (отчёт) | - 10′ П.Петров - 26′ Митронов | Стадион: «Динамо» Зрителей: 38 000 Судья: В.Бутусов (Ленинград) |
| «Динамо» Москва: Фокин - Тетерин, Коротков - Дубинин, Елисеев, Рёмин (80' Квасников) - А.Пономарёв, Семичастный, Смирнов, Павлов, Ильин ЦДКА: Кочетов - К.Малинин, Саванов - Зенкин, Загрецкий, Никишин - Митронов, А.Чулков, Щавелев, Е.Шелагин, П.Петров |                                                                  |         |                               |                                                                 |

#### Итоговая таблица
| М | Команда          | И | В | Н | П | Мячи    | ±   | О  |
| - | ---------------- | - | - | - | - | ------- | --- | -- |
|   | «Динамо» Москва  | 6 | 6 | 0 | 0 | 22 − 5  | +17 | 18 |
| 2 | «Динамо» Киев    | 6 | 4 | 0 | 2 | 18 − 11 | +7  | 14 |
| 3 | «Спартак» Москва | 6 | 3 | 1 | 2 | 12 − 7  | +5  | 13 |
| 4 | ЦДКА             | 6 | 2 | 1 | 3 | 13 − 18 | −5  | 11 |

И — игры, В — выигрыши, Н — ничьи, П — проигрыши, Мячи — забитые и пропущенные голы, ± — разница голов, О — очки

### Чемпионат СССР 1936 (осень)
Число участников — 8. Чемпион — «Спартак» Москва.
Чемпионат разыгрывался по «круговой системе». Команда «Динамо» Москва заняла 2 место.
| 5 сен Ч 1 (7) | «Динамо» Москва                      | 3:1     | «Красная заря»     | Ленинград                                                          |
| | - Ильин 18′ - Смирнов 23′ 87′ (пен.) | (отчёт) | - 37′ (пен.) Ярцев | Стадион: «им.Ленина» Зрителей: 30 000 Судья: В.Стрепихеев (Москва) |
| «Динамо» Москва: Квасников - Тетерин, Корчебоков - Лапшин, Елисеев, Рёмин - Семичастный, Якушин, Смирнов, Павлов, Ильин Красная заря: Лихвинцев - В.Топталов , В.Григорьев - Бодров, В.Лемешев, Орешкин - П.Григорьев, И.Смирнов, Пав.Артемьев, Ярцев, Лотков ( 76' Кавокин) |                                      |         |                    |                                                                    |

| 19 сен Ч 2 (8) | «Динамо» Москва                                                           | 6:4     | «Динамо» Киев                                            | Москва                                                       |
| | - Павлов 2′ 63′ - Елисеев 4′ - Якушин 49′ - Смирнов 60′ - Семичастный 66′ | (отчёт) | - 1′ Махиня - 30′ Комаров - 47′ Щегоцкий - 88′ Шиловский | Стадион: «Динамо» Зрителей: 30 000 Судья: Н.Усов (Ленинград) |
| «Динамо» Москва: Квасников - Тетерин, Корчебоков - Лапшин, Елисеев, Рёмин - Семичастный, Якушин, Смирнов, Павлов, Ильин «Динамо» Киев: Трусевич - Тимофеев, Правоверов - Тютчев, Лифшиц (40' Клименко), М.Путистин - Гончаренко, Шиловский, Щегодский , Комаров, Махиня |                                                                           |         |                                                          |                                                              |

| 29 сен Ч 3 (9) | «Динамо» Москва | 1:1     | «Динамо» Тбилиси | Москва                                                            |
| | - Якушин 38′    | (отчёт) | - 9′ Пайчадзе    | Стадион: «Динамо» Зрителей: 20 000 Судья: П.Евдокимов (Ленинград) |
| «Динамо» Москва: Н.Соколов - Коротков, Корчебоков - Лапшин, Елисеев, Рёмин - Семичастный, Якушин, Смирнов, Ильин , А.Пономарёв «Динамо» Тбилиси: Дорохов - Шавгулидзе , Николайшвили - Аникин, Минаев, Джорбенадзе - Панин, М.Бердзенишвили, Пайчадзе, В.И.Бердзенишвили, Сомов |                 |         |                  |                                                                   |

| 6 окт Ч 4 (10) | «Динамо» Москва                  | 3:3     | «Спартак» Москва                                   | Москва                                                        |
| | - Ильин 5′ 23′ - А.Пономарёв 72′ | (отчёт) | - 38′ Ливенцев - 48′ Степанов - 78′ (пен.) Глазков | Стадион: «Динамо» Зрителей: 40 000 Судья: В.Рябоконь (Москва) |
| «Динамо» Москва: Квасников - Коротков, Корчебоков - Лапшин, Елисеев, Рёмин - Семичастный, Якушин, Смирнов, Павлов (60' А.Пономарёв), Ильин «Спартак» Москва: Рыжов (46' Акимов) - Ал.Старостин, Михайлов - П.Старостин, Ан.Старостин , Леута (75' С.Артемьев) - Щибров, Глазков, Степанов, Никифоров, Ливенцев |                                  |         |                                                    |                                                               |

| 12 окт Ч 5 (11) | «Динамо» Москва | 1:2     | «Локомотив» Москва          | Москва                                                        |
| | - Ильин 15′     | (отчёт) | - 45′ Киреев - 86′ Теренков | Стадион: «Динамо» Зрителей: 30 000 Судья: В.Рябоконь (Москва) |
| «Динамо» Москва: Квасников - Коротков, Корчебоков - Лапшин, Елисеев, Рёмин - Семичастный, Якушин, Смирнов, Павлов (75' А.Пономарёв), Ильин «Локомотив» Москва: Разумовский - И.Андреев, Гвоздков - Максимов , Жуков, Стрелков - Киреев, А.Соколов (70' А.Семенов), Н.Ильин (80' Михеев), Лавров, Теренков |                 |         |                             |                                                               |

| 17 окт Ч 6 (12) | «Динамо» Москва                                            | 6:0     | ЦДКА | Москва                                                            |
| | - Смирнов 2′ 5′ - Ильин 38′ 44′ - Елисеев 68′ - Якушин 73′ | (отчёт) |      | Стадион: «Локомотив» Зрителей: 7 000 Судья: В.Быстров (Ленинград) |
| «Динамо» Москва: Квасников - Коротков, Корчебоков - Лапшин, Качалин, Рёмин (75' Чернышев) - Семичастный, Якушин, Смирнов, Елисеев, Ильин ЦДКА: Леонов - Лясковский, Малинин - Зенкин , Загрецкий, Шлычков - Митронов, А.Чулков, Рязанцев, Щавелев, Н.Исаев |                                                            |         |      |                                                                   |

| 26 окт Ч 7 (13) | «Динамо» Москва | 1:1     | «Динамо» Ленинград | Ленинград                                                      |
| | - Якушин 69′    | (отчёт) | - 35′ Быков        | Стадион: «им.Ленина» Зрителей: 12 000 Судья: И.Космачёв (Киев) |
| «Динамо» Москва: Квасников - Коротков, Корчебоков - Лапшин, Качалин, Рёмин - Семичастный, Якушин 70' ,Смирнов, Елисеев, Ильин · «Динамо» Ленинград: Кузьминский - М.Денисов, Киселев - С.Егоров, Смольников, Ошенков (72' Кузьмин); Светлов, Вик. Федоров, Кряжков, Ал.И.Федоров, Быков |                 |         |                    |                                                                |

#### Итоговая таблица
| М | Команда            | И | В | Н | П | Мячи    | ±  | О  |
| - | ------------------ | - | - | - | - | ------- | -- | -- |
|   | «Спартак» Москва   | 7 | 4 | 2 | 1 | 19 − 10 | +9 | 17 |
|   | «Динамо» Москва    | 7 | 3 | 3 | 1 | 21 − 12 | +9 | 16 |
| 3 | «Динамо» Тбилиси   | 7 | 3 | 3 | 1 | 14 − 9  | +5 | 16 |
| 4 | «Локомотив» Москва | 7 | 4 | 0 | 3 | 18 − 14 | +4 | 15 |

И — игры, В — выигрыши, Н — ничьи, П — проигрыши, Мячи — забитые и пропущенные голы, ± — разница голов, О — очки

### Международный матч[1]
| 18 сен ММ 1 | «Динамо» Москва                                           | 4:0     | Турция (сб. народных домов) | Москва                                           |
| | - Якушин 15'(пен.) - Семичастный 15′ 67′ - Якушин 52′ 86′ | (отчёт) |                             | Стадион: «Динамо» Зрителей: 60 000 Судья: Н.Усов |
| «Динамо» Москва: Квасников - Тетерин, Корчебоков - Лапшин, Елисеев, Рёмин - Семичастный, Якушин, Смирнов, Ильин , А.Пономарёв Турция (сб. народных домов): Джихат - Хюсню , Лютфи (46' Фазил) - Решат, Хакки (46' Эсад), Фикрет - Ниязи, Фуад (46' Саит), Гундюс, Шереф, Эшреф |                                                           |         |                             |                                                  |

## Товарищеские матчи

#### Турне во Францию
| 5 янв МТМ 1 (2) | «Динамо» Москва                                                                           | 12:0    | Ланс & Брюэ (рабочая сборная) | Ланс                                                   |
| | - Якушин 1′ 49′ - Павлов 7′ 9′ 13′ 18′ 25′ 83′ - Смирнов 65′ 76′ - Ильин 67′ - Лапшин 81′ | (отчёт) |                               | Стадион: «Муниципальный» Зрителей: 3 000 Судья: Р.Данн |
| «Динамо» Москва: Квасников - Тетерин, Корчебоков - Дубинин, Селин , Рёмин - Лапшин, Якушин, Смирнов, Павлов, Ильин |                                                                                           |         |                               |                                                        |

| 12 янв МТМ 2 (3) | «Динамо» Москва                                                                                            | 13:0    | Север (рабочая сборная) | Рубе                                                     |
| | - Смирнов 31′ 39′ 43′ 61′ 75′ - Ильин 38′ 49′ 56′ 63′ - Селин 41′ - Якушин 51′ - Коротков 70′ - Лапшин 85′ | (отчёт) |                         | Стадион: «Муниципальный» Зрителей: 5 000 Судья: Г.Тетавр |
| «Динамо» Москва: Квасников - Тетерин, Корчебоков - Дубинин, Селин , Рёмин - Коротков, Якушин, Смирнов, Лапшин, Ильин | |         |                         |                                                          |

#### Предсезонные игры
| ? апр ТМ 1 | «Динамо» Москва | 3:1     | «Динамо-трудкоммуна №1 им.Ягоды» Болшево | Пятигорск         |
|            |                 | (отчёт) |                                          | Стадион: «Динамо» |

| 24 апр ТМ 2 | «Динамо» Москва                                                   | 6:1     | «Динамо» Пятигорск | Пятигорск                                   |
| | - Якушин 20′ - Павлов 21′ 78′ 81′ - Семичастный 65′ - Смирнов 86′ | (отчёт) | - 17′ Балаба       | Стадион: «Динамо» Судья: К.Квашнин (Москва) |
| «Динамо» Москва: Квасников - Тетерин, Корчебоков - Лапшин, Елисеев, Рёмин - Семичастный, Якушин, Смирнов, Павлов, Ильин «Динамо» Пятигорск: Айвазов - Бобрыш, Федорков - Бутник, Бойко, Сухарев - Гавашели, Пивоваров, Мотлохов, Сидоров, Балаба |                                                                   |         |                    |                                             |

| 2 мая ТМ 3 | «Динамо» Москва                            | 3:1     | «Крылья Советов» Москва | Москва                    |
| | - Дубинин 1:0′ - Павлов 2:0′ - Якушин 3:1′ | (отчёт) |                         | Стадион: «Крылья Советов» |
| «Динамо» Москва: Квасников - Тетерин, Корчебоков - Дубинин, Елисеев, Рёмин - Семичастный, Белоусов, Якушин, Павлов, А.Пономарёв |                                            |         |                         |                           |

#### Приз открытия сезона
| 6 мая ТМ 4 | «Динамо» Москва                                          | 5:2     | «Спартак» Москва               | Москва                                                         |
| | - Лапшин 49′ - Якушин 53′ - Елисеев 65′ 74′ - Павлов 76′ | (отчёт) | - 4′ С.Артемьев - 8′ Никифоров | Стадион: «Сталинец» Зрителей: 20 000 Судья: А.Щелчков (Москва) |
| «Динамо» Москва: Квасников - Тетерин, Корчебоков - Лапшин, Елисеев, Рёмин - Семичастный, Якушин, Смирнов, Павлов, Ильин «Спартак» Москва: Акимов - Ал.Старостин , Г.Путилин - Михайлов, П.Старостин, Леута - М.Зайцев, С.Артемьев, Глазков, Никифоров, Величкин |                                                          |         |                                |                                                                |

#### Товарищеские игры
| 12 мая ТМ 5 | «Динамо» Москва            | 2:2     | «Серп и Молот» | Москва                  |
| | - Ильин 1:2′ - Якушин 2:2′ | (отчёт) |                | Стадион: «Серп и Молот» |
| «Динамо» Москва: Квасников - Тетерин, Корчебоков - Лапшин, Елисеев, Рёмин - Семичастный, Якушин, Смирнов, Павлов, Ильин |                            |         |                |                         |

| 12 мая ТМ 6 | «Динамо» Москва                | 13:1    | Машиностроительный завод Коломна | Коломна                  |
| | - Ильин 11:1′ - Коротков 12:1′ | (отчёт) | - 10:1′ Кудрявцев                | Стадион: Коломенский МСЗ |
| «Динамо» Москва: Фокин - Коротков, Корчебоков - Лапшин, Елисеев, Рёмин - Семичастный, Якушин, Смирнов, Павлов, Ильин Машиностроительный завод Коломна: Диков - Ганцев, Вострухин - Соколов, Шитов, Федяшин - Федотов, Швецов, Рыцарев, Лопаткин, Кудрявцев |                                |         |                                  |                          |

| 19 мая ТМ 7 | «Динамо» Москва                          | 2:2     | ЗиС | Москва         |
| | - Семичастный 1:2′ - Смирнов 2:2′ (пен.) | (отчёт) |     | Стадион: «ЗиС» |
| «Динамо» Москва: Квасников - Тетерин, Корчебоков - Лапшин, Елисеев, Рёмин - Семичастный, Якушин, Смирнов, Павлов, Ильин ЗиС: Победушкин - ... |                                          |         |     |                |

| 8 авг ТМ 8 | «Динамо» Москва                                               | 3:1     | «Сталь» Константиновка | Константиновка                                                 |
| | - Якушин 18'(пен.) - Семичастный 55′ 62′ - Елисеев 70′ (пен.) | (отчёт) | - 25′ Н.Кононенко      | Стадион: «Сталь» Зрителей: 12 000 Судья: В.Быстров (Ленинград) |
| «Динамо» Москва: Квасников - Тетерин, Корчебоков - Лапшин, Елисеев, Рёмин - Семичастный, Якушин, Смирнов, Павлов (70' А.Пономарёв), Ильин «Сталь» Константиновка: Кулешов - Ярунин, Новиков - П.Прийменко, Шумаков, У.Прийменко - И.Кононенко, Н.Кононенко, Ломов , Яковлев, Горобец |                                                               |         |                        |                                                                |

#### Турне в Чехословакию
| 18 авг МТМ 3 (4) | «Динамо» Москва                                                                                 | 9:1     | Прага (ветераны) | Прага                                                     |
| | - Ильин 5′ 38′ 48′ - Павлов 52′ 60′ 87′ 89′ - Смирнов 68'(пен.) - Смирнов 68′ - Семичастный 70′ | (отчёт) | - 63′ Янда       | Стадион: им.Масарика Зрителей: 15 000 Судья: Степановский |
| «Динамо» Москва: Квасников - Тетерин, Корчебоков - Лапшин, Елисеев, Рёмин - Семичастный, Якушин, Смирнов, Павлов, Ильин Прага (ветераны): Штригл - Пернер, Земан - Коленати, Пешек-Кадя , Маделон - Й.Седлачек I, Штепан (46' Янда), Медуна, Хайны, Подражил |                                                                                                 |         |                  |                                                           |

| 20 авг МТМ 4 (5) | «Динамо» Москва                                                                    | 8:1     | Кладно (рабочая сборная) | Кладно                            |
| | - Елисеев 31′ - Семичастный 35′ 80′ - Павлов 44′ 62′ 68′ - Смирнов 58′ - Ильин 75′ | (отчёт) | - 55′ Ержабек            | Стадион: «Спарта» Зрителей: 2 000 |
| «Динамо» Москва: Квасников - Тетерин, Корчебоков - Лапшин, Елисеев, Рёмин - Семичастный, Якушин, Смирнов, Павлов (75' А.Пономарёв), Ильин |                                                                                    |         |                          |                                   |

| 22 авг МТМ 5 (6) | «Динамо» Москва                                                                 | 10:0    | АТУС Либерец | Либерец                                |
| | - Ильин 7′ 24′ 69′ 87′ - Смирнов 56′ 59′ 73′ - Павлов 42′ 62′ - А.Пономарёв 83′ | (отчёт) |              | Стадион: Муниципальный Зрителей: 3 000 |
| «Динамо» Москва: Фокин - Тетерин, Корчебоков - Лапшин, Елисеев, Дубинин - Семичастный (46' А.Пономарёв), Якушин, Смирнов, Павлов, Ильин |                                                                                 |         |              |                                        |

#### Товарищеские игры
| 23 сен ТМ 9 | «Динамо» Москва   | 1:1     | «Стахановец» Кадиевка | Кадиевка                                                         |
| | - Семичастный 48′ | (отчёт) | - 66′ Наумов          | Стадион: «Стахановец» Зрителей: 5 000 Судья: В.Васильев (Москва) |
| «Динамо» Москва: Квасников - Коротков, Корчебоков - Лапшин, Елисеев, Рёмин - Семичастный, Якушин, Смирнов, Ильин , А.Пономарёв «Стахановец» Кадиевка: Белодед (46' Некрасов) - Живаго, Яценко - И.Дехтярёв, Урякин, Бурдело - В.Дехтярёв, Лукьянченко, Наумов, Суслов, Касторнов |                   |         |                       |                                                                  |

## Статистика сезона

### Игроки и матчи

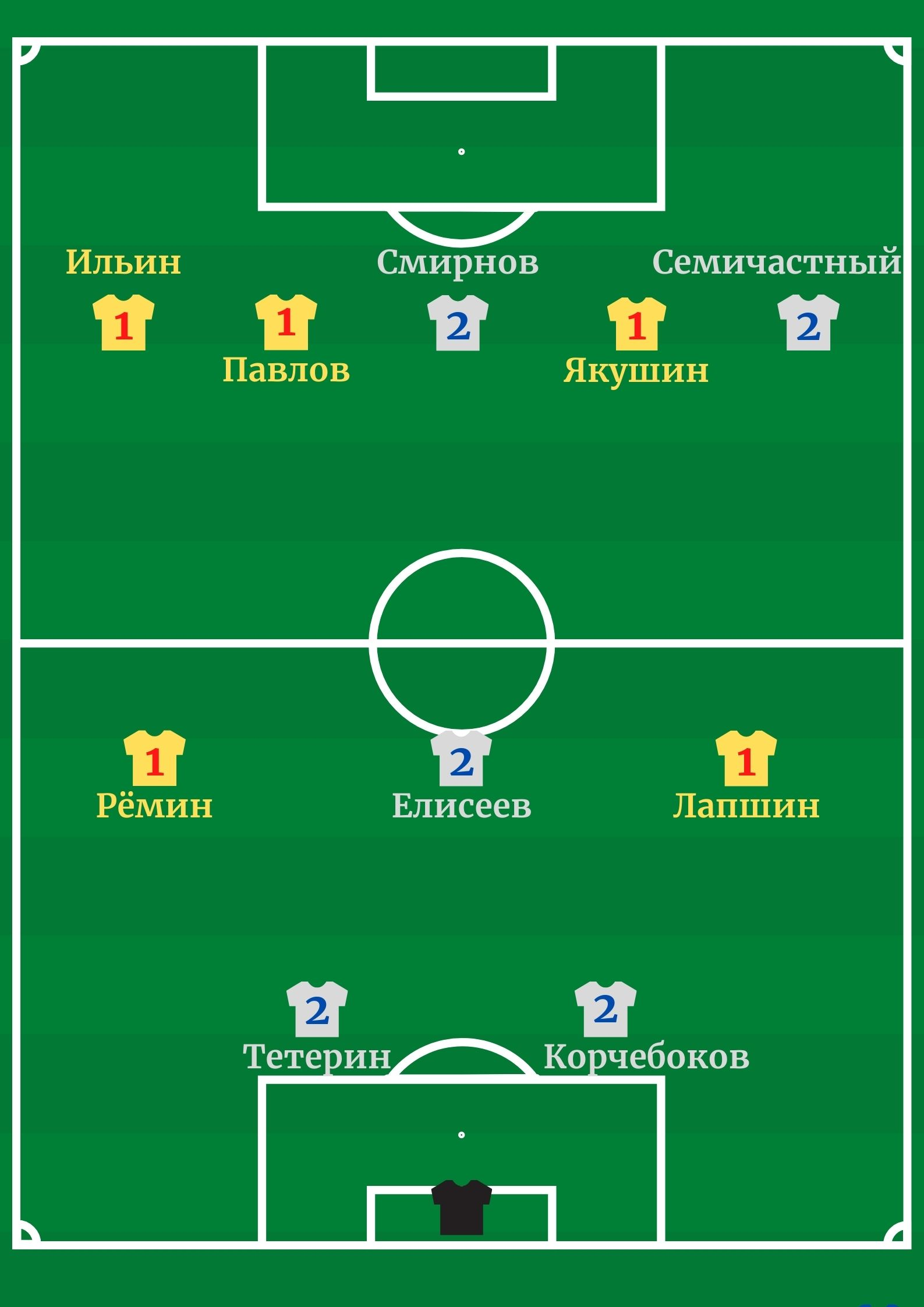
Динамовцы в списке 33 лучших футболистов

| Игрок               | Чемпионат       | Чемпионат | Международные матчи | Международные матчи | ТМ              | ТМ      | Всего Чемпионат | Всего Чемпионат | Всего           | Всего   | Всего международные матчи | Всего международные матчи |
| Игрок               | Вышел на замену | Гол       | Вышел на замену     | Гол                 | Вышел на замену | Гол     | Вышел на замену | Гол             | Вышел на замену | Гол     | Вышел на замену           | Гол                       |
| Вратари             | Вратари         | Вратари   | Вратари             | Вратари             | Вратари         | Вратари | Вратари         | Вратари         | Вратари         | Вратари | Вратари                   | Вратари                   |
| ------------------- | --------------- | --------- | ------------------- | ------------------- | --------------- | ------- | --------------- | --------------- | --------------- | ------- | ------------------------- | ------------------------- |
| Александр Квасников | 11              | (-13)     | 1                   | (-0)                | 11              | (-10)   | 11              | (-13)           | 39              | (-45)   | 1                         | (-0)                      |
| Евгений Фокин       | 2               | (-3)      |                     |                     | 2               | (-1)    | 2               | (-3)            | 46              | (-61)   |                           |                           |
| Николай Соколов     | 1               | (-1)      |                     |                     |                 |         | 1               | (-1)            | 1               | (-1)    |                           |                           |
| Защитники           |                 |           |                     |                     |                 |         |                 |                 |                 |         |                           |                           |
| Виктор Тетерин      | 7               |           | 1                   |                     | 11              |         | 7               |                 | 75              |         | 1                         |                           |
| Лев Корчебоков      | 12              |           | 1                   |                     | 13              |         | 12              |                 | 75              |         | 1                         |                           |
| Павел Коротков      | 9               |           |                     |                     | 3               | 2       | 9               |                 | 36              | 1       |                           |                           |
| Полузащитники       |                 |           |                     |                     |                 |         |                 |                 |                 |         |                           |                           |
| Алексей Лапшин      | 12              |           | 1                   |                     | 12              | 3       | 12              |                 | 53              | 13      | 1                         |                           |
| Евгений Елисеев     | 13              | 2         | 1                   |                     | 12              | 4       | 13              | 2               | 13              | 2       | 1                         |                           |
| Александр Рёмин     | 13              |           | 1                   |                     | 12              |         | 13              |                 | 39              |         | 1                         |                           |
| Виктор Дубинин      | 1               |           |                     |                     | 3               | 1       | 1               |                 | 40              |         |                           |                           |
| Гавриил Качалин     | 2               |           |                     |                     |                 |         | 2               |                 | 2               |         |                           |                           |
| Аркадий Чернышев    | 1               |           |                     |                     |                 |         | 1               |                 | 1               |         |                           |                           |
| Нападающие          |                 |           |                     |                     |                 |         |                 |                 |                 |         |                           |                           |
| Михаил Семичастный  | 13              | 7         | 1                   | 2                   | 11              | 8       | 13              | 7               | 13              | 7       | 1                         | 2                         |
| Михаил Якушин       | 12              | 5         | 1                   | 2                   | 13              | 7       | 12              | 5               | 35              | 16      | 1                         | 2                         |
| Василий Смирнов     | 13              | 10        | 1                   |                     | 12              | 14      | 13              | 10              | 67              | 48      | 1                         |                           |
| Василий Павлов      | 10              | 7         |                     |                     | 11              | 20      | 10              | 7               | 95              | 103     |                           |                           |
| Сергей Ильин        | 13              | 10        | 1                   |                     | 12              | 15      | 13              | 10              | 67              | 51      | 1                         |                           |
| Алексей Пономарёв   | 4               | 1         | 1                   |                     | 5               | 1       | 4               | 1               | 8               | 1       | 1                         |                           |

| Турнир            | Игрок                                                                               | Вышел на замену | Игрок                         | Гол |
| ----------------- | ----------------------------------------------------------------------------------- | --------------- | ----------------------------- | --- |
| Сезоны в клубе    | Сергей Иванов                                                                       | 11              |                               |     |
| Официальные матчи | Сергей Иванов                                                                       | 119             | Сергей Иванов                 | 108 |
| Чемпионат         | Евгений Елисеев, Александр Рёмин, Михаил Семичастный, Василий Смирнов, Сергей Ильин | 13              | Василий Смирнов, Сергей Ильин | 10  |

Достижения в сезоне
- Команда «Динамо» Москва установила рекорд отечественных чемпионатов, набрав в весеннем первенстве 100% очков
- Василий Павлов сыграл в 10 сезоне за «Динамо»
- Василий Павлов забил первый гол «Динамо» в чемпионатах СССР
- Михаил Семичастный сделал первый «хет-трик» за «Динамо» в чемпионатах СССР (этот «хет-трик» является первым  в истории чемпионатов)
- Михаил Семичастный с 6 голами стал лучшим бомбардиром первого Чемпионата СССР